# Гайдаєнко Руслан Іванович
Руслан Іванович Гайдаєнко (1987—2022) — молодший сержант підрозділу Збройних Сил України, учасник російсько-української війни, який загинув під час російського вторгнення в Україну.

## Життєпис
Народився 19 січня 1987 року в м. Тальному Черкаської області. Після навчання шість років працював у рідному місті в екстреній медичній допомозі виїзним фельдшером. 
У 2018 році як бойовий медик уклав контракт зі Збройними Силами України. Після тримісячного навчання на Яворівському полігоні у складі механізованої роти 72-ої окремої механізованої бригади відряджений у Луганську область до м. Золотого-4. У 2021 році проходив ротацію поблизу м. Авдіївки на Донеччині.
Під час російського вторгнення в Україну в 2022 році був бойовим медиком. Загинув 1 вересня 2022 року під час мінометного обстрілу в Донецькій області. Похований з військовими почестями у м. Тальному на Черкащині.

## Нагороди
- орден «За мужність» III ступеня (2022) (посмертно) — за особисту мужність і самовіддані дії, виявлені у захисті державного суверенітету та територіальної цілісності України, вірність військовій присязі[5].